# Lübecker Hafen

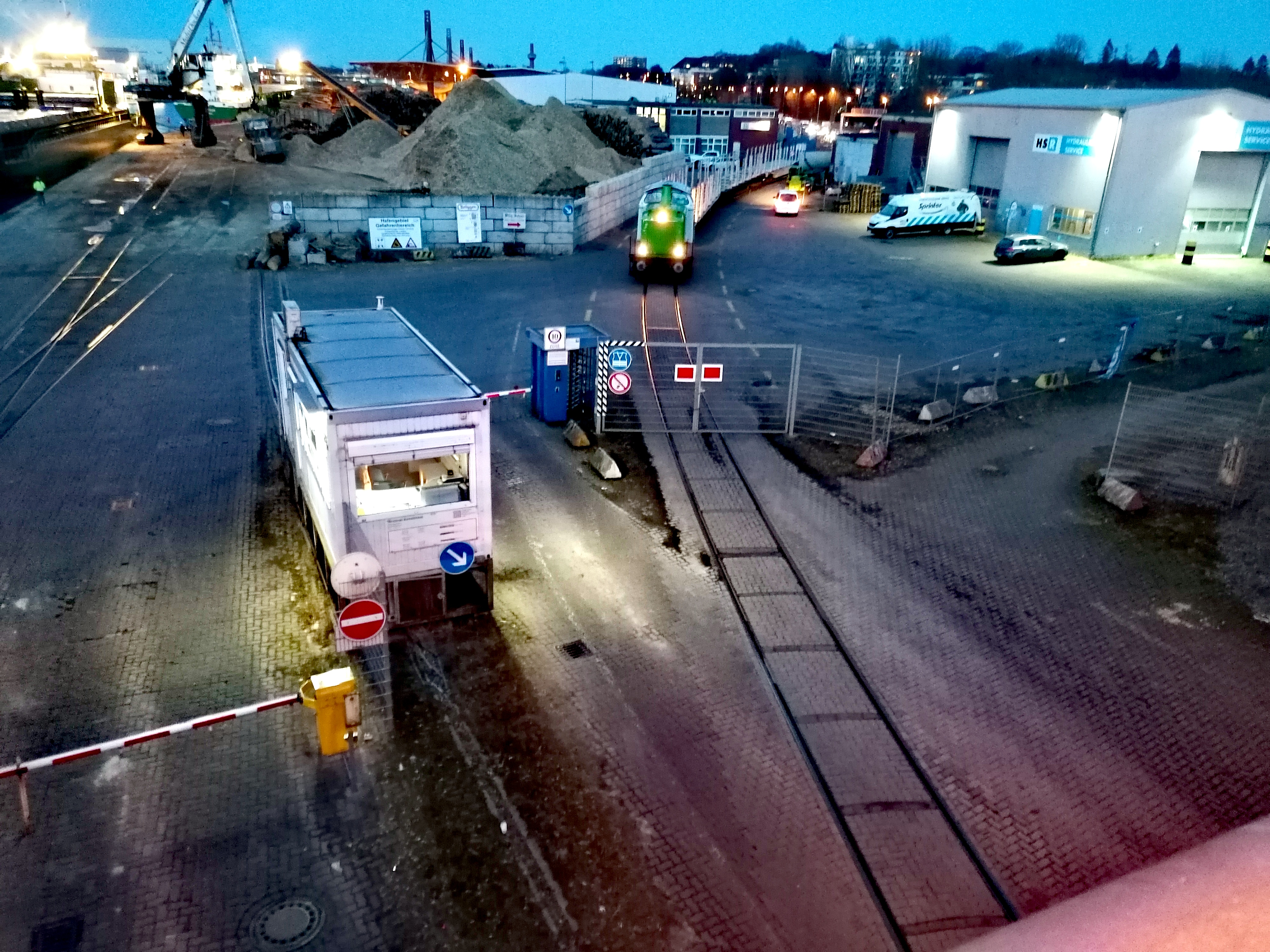
Betrieb im lübeckischen Hafen

Der Lübecker Hafen ist der Hafen in der Stadt Lübeck. Er ist der südwestlichste Seehafen an der Ostsee. Im Jahr 2023 wurden an den Lübecker Kaikanten rund 22,2 Millionen Tonnen Güter umgeschlagen (brutto) und rund 500.000 Passagiere befördert. Gemessen am Güterumschlag ist er nach den Häfen in Hamburg, Bremen, Wilhelmshaven und Rostock der fünftgrößte deutsche Seehafen und der zweitgrößte deutsche Ostseehafen. Der größte Betreiber der Terminals im Lübecker Hafen ist die Lübecker Hafengesellschaft (LHG). Für alle städtischen Hafenzuständigkeiten ist die Lübeck Port Authority (LPA) verantwortlich.

## Geschichte

Modell des Hafens um 1180 (Höhe Alfstr., Stadt- und Feldseite)

Modell des Hafens zu Beginn des 13. Jh. (Stadt- und Feldseite)

Lübecks Zugang zur Ostsee wurde im Jahr 1329 mit dem Kauf von Travemünde gesichert. Travemünde wurde allerdings eher als Zugang zur Ostsee denn als Hafen genutzt. Über mehrere Jahrhunderte war der Lübecker Handelshafen zwischen Einsiedelfähre und der Holstenbrücke angesiedelt.
Um 1850 war die Trave wenig verbaut und hatte am Altstadtrand eine Breite zwischen 40 und 50 Meter. Am Ufer waren Bohlen verlegt und Kais im heutigen Sinn existierten noch nicht. Die Schiffe machten im Fluss an Pfählen oder längsseits von Prähmen fest. Lübeck stellte fest, dass der Konkurrent Rostock die Handelsgeschäfte Lübecks überholte, im Jahr 1851 hatte Rostock doppelt so hohe Umschlagzahlen erreicht. Im Norden tat sich mit dem Kieler Hafen ein neuer Konkurrent auf. 1840 hatte Kiel von Dänemark eine Eisenbahnbaukonzession erhalten. Das unter zurückgehendem Handel leidende und fast vollständig von dänischem Gebiet eingeschlossene Lübeck reagierte darauf bereits 1848 mit dem Abschluss eines Staatsvertrages mit Dänemark, woraufhin die Stadt einen Bahnhof bauen durfte. 1851 war das Hafengebiet an das Eisenbahnnetz angeschlossen, dazu wurden Teile der Befestigungsanlage eingerissen und mit dem Material der Hafen gestaltet. Das führte zu einer großen Veränderung des gesamten Hafengebiets. 1854 teilte sich das Hafengebiet in den Holstenhafen als Segelschiffshafen, den heutigen Hansahafen mit Dampfschiffen und den alten Stadtgraben mit Holzschiffen auf.
Schon vor der Errichtung des Seegrenzschlachthofes galt das Kühlhaus mit seiner direkten Anbindung an den Schlachthof als die einzig derartig vernetzte Anlage und als das größte Unternehmen seiner Art im Deutschen Reich sowie im gesamten Ostseeraum. Die Einheit von Hafen, Eisenbahn, Schlachthof und Kühlhaus war zu dieser Zeit sowie beide Weltkriege hindurch essenziell für die Versorgung Deutschlands. So wurde täglich das Kohlerevier des heutigen Nordrhein-Westfalens beliefert, was für die wirtschaftliche Prosperität der Stadt bedeutend war.

## Hafenanlagen und Infrastruktur
Der Hafen erstreckt sich entlang der Trave von der Lübecker Innenstadt bis zur Flussmündung im Stadtteil Lübeck-Travemünde. Der Hafen hat eine Gesamtfläche von rund 264 Hektar und rund 40 öffentliche Schiffsanleger, von denen mit rund 90 Abfahrten wöchentlich etwa 20 Ziele angesteuert werden.
Im Bereich des Hafens gibt es die eigene Hafenbahn, die an das Netz der DB angeschlossen ist. Dazu fungiert die Lübeck Port Authority (LPA) zusammen mit der Lübecker Hafen-Gesellschaft (LHG) und der Nordic Rail Service GmbH (NRS) als Eisenbahn-Infrastrukturunternehmen (EIU) und betreibt 60 km Gleise mit 260 Weichen zwischen den Hafenterminals, einzelnen Privatgleisanschlüssen von Firmen und den Strecken der DB.
Der Lübecker Hafen verfügt über verschiedene Hafenanlagen (Terminals) mit mehreren Kaianlagen.
Die wichtigsten sind:
- Skandinavienkai mit neun Liegeplätzen, südlich von Travemünde: Von hier aus fahren Fähren im Liniendienst nach Schweden, Finnland und Lettland; es ist de facto der Lübecker Fährhafen.
- Seelandkai mit drei Liegeplätzen (LHG): Die städtische Hafenanlage ist mit zwei Containerbrücken sowie RoRo-Anlagen ausgestattet.
- Hafenanlagen der privaten Lehmann-Gruppe:
  - Lehmannkai 1 mit zwei Liegeplätzen
  - Cargo Terminal Lehmann (CTL) mit zwei Liegeplätzen
  - Lehmannkai 2 mit drei Liegeplätzen und RoRo-Anlagen
  - Lehmannkai 3 mit vier Liegeplätzen
  - Lehmannkai 4 mit einem Liegeplatz
- Vorwerker Hafen
  - Nordlandkai mit drei Liegeplätzen hier sowie einem Liegeplatz an der Trave, mit Vier RoRo-Rampen der LHG
  - BAT Silohafen mit vier Liegeplätzen
- Konstinkai Nord (Claus Rodenberg Waldkontor) mit zwölf[8] Liegeplätzen, Rundholzumschlag und Hackschnitzel
- Konstinkai Süd / Burgtorkai, zum Getreideumschlag bei Brüggen
- Schlutup, wurde speziell für die Papierindustrie gebaut und für Papierprodukte genutzt
  - Schlutupkai I
  -  Schlutupkai II mit zwei Liegeplätzen und RoRo-Anlagen
  - Liegeplatz bei Nordgetreide zum Getreideumschlag im Breitling westlich von Schlutup